# Plattsmouth (Nebraska)
Plattsmouth település az Amerikai Egyesült Államok Nebraska államában, Cass megyében, melynek megyeszékhelye is. Lakosainak száma 6544 fő (2020. április 1.).

## Népesség
A település népességének változása:

| 2010 | 6 502 |
| 2020 | 6 544 |